# Портвейн

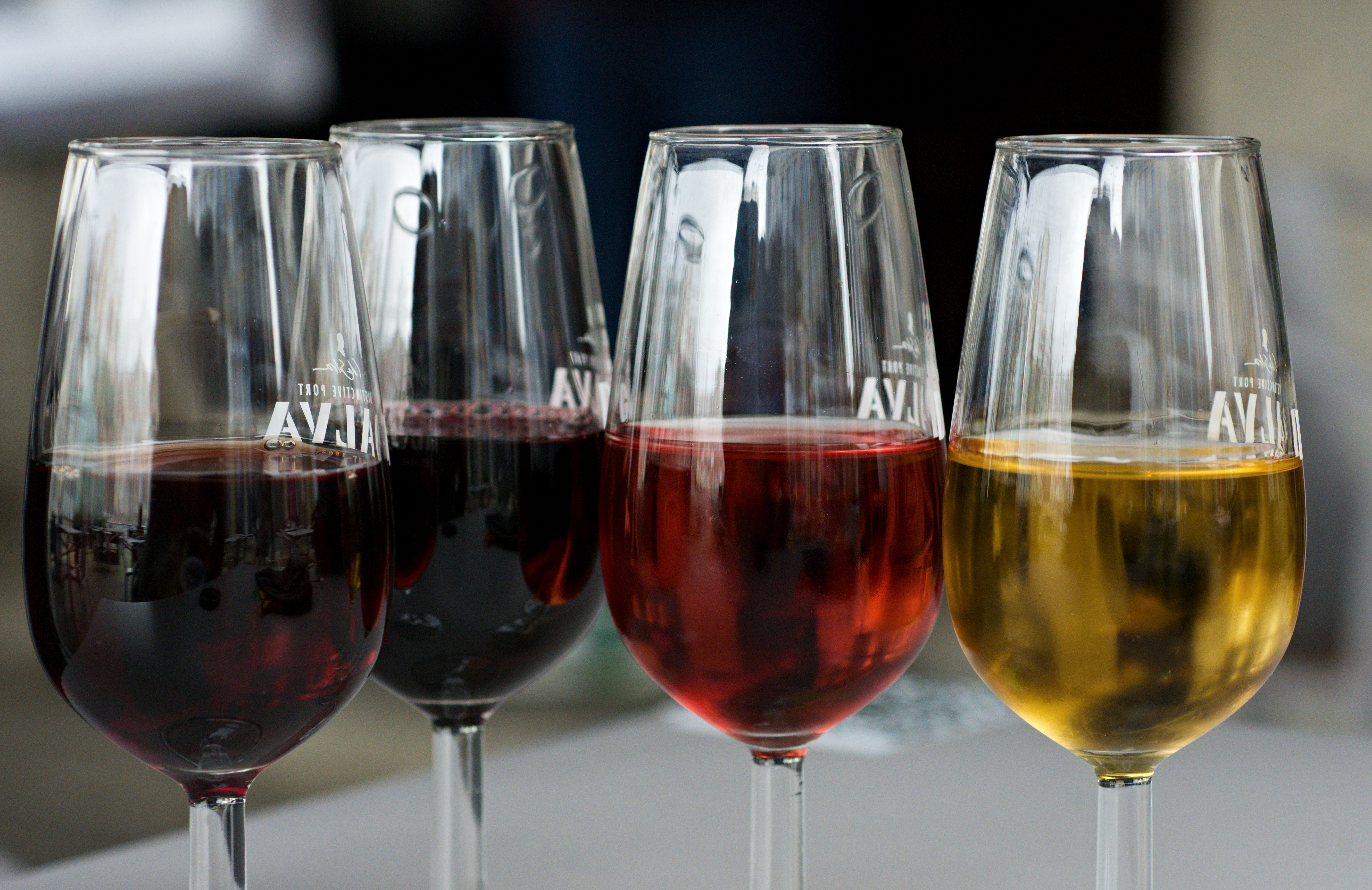
Дегустация различных видов портвейна

Портве́йн (от нем. Portwein — вино из Порту), по́рто (от порт. vinho do Porto) — креплёное вино, производимое на северо-востоке Португалии в долине реки Дору. Согласно регламентам, действующим на территории Европейского союза, название «портвейн» имеют право носить только напитки, произведённые в обозначенном регионе долины Дору по установленной технологии.
Слово «портвейн» происходит от названия одного из главных портов Португалии — Порту. Через данный порт экспортировали крепкие вина, изготавливаемые из винограда, растущего в долине реки Дору.
Портвейн имеет категорию «названия, контролируемого по происхождению» — Região Demarcada do Douro, закреплённую законодательными актами Португалии и Евросоюза.
Для гарантирования и подтверждения подлинности на горлышко каждой бутылки портвейна, под термоусадочным колпачком, наклеивается специальная марка, разработанная Институтом вин Дору и Порту.

## История
История портвейна началась в XI веке, когда Генрих II Бургундский, прославившийся в битвах с маврами от имени Альфонсо VI, короля Кастилии и Леона, женился на дочери последнего. В приданое ему предоставили графство Портукале, где он прививал лозы или частично заменял местные виноградные лозы, оставшиеся со времён римского владычества, на привезённые из его родной Бургундии.
Горечь англичан, всё ещё страдающих от потери Аквитании и запрета, наложенного французским правительством Кольбера на английский экспорт во Францию, побудила Англию прекратить импорт вин из Бордо в пользу вин из долины Дору.
В 1703 году англичане и португальцы подписали Метуанское торговое соглашение, которое гарантировало льготные ввозные таможенные тарифы для вин Португалии. В то время вина из Дору были только красные, грубые и высококислотные с содержанием алкоголя 12—13°. Они также не переносили длительную морскую транспортировку. Но благодаря случаю, произошёл качественный скачок в «винном» вопросе: кто-то пришёл к мысли о стабилизации перевозимых вин с помощью добавления бренди. Следующим шагом стало добавление бренди как часть процесса производства.
Приблизительно до 1756 года в Португалии действовали «старинные технологии» производства — это добавление небольшого количества бренди к сухому вину. Это делалось только для уменьшения потерь этого деликатного товара при морских перевозках вин. Тот портвейн, который известен сейчас, был создан уже после 1820 года, когда была сформирована новая технология производства этого вина, основанная на прерывании брожения виноградного сусла именно для сохранения в нём остаточного сахара. Эта технология широко распространилась среди производителей Дору после 1852 года, когда был окончательно сформирован стиль портвейна.

## География

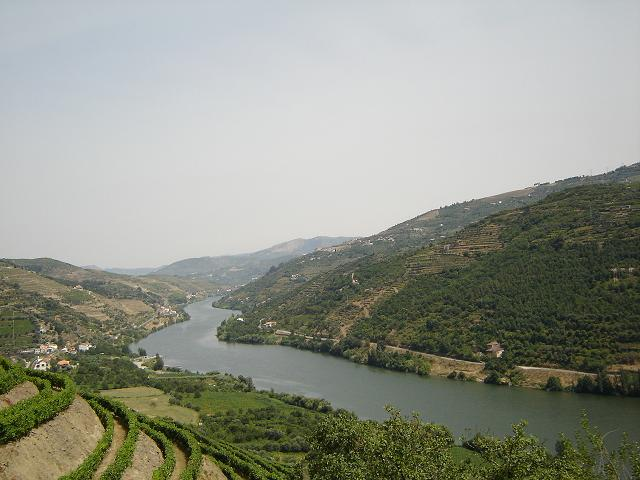
Река Дору

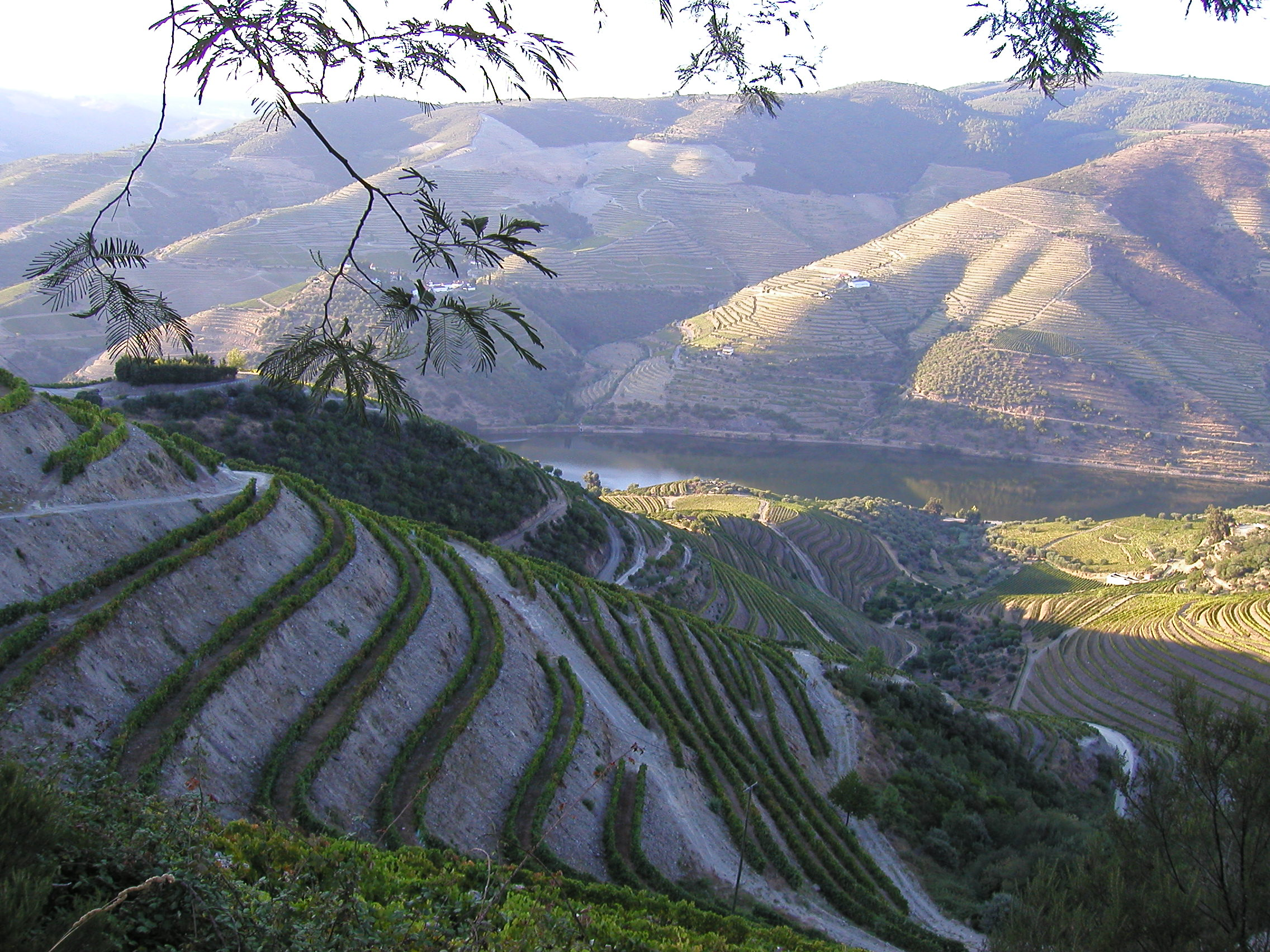
Виноградники Дору

Портвейн производится в долине реки Дору, на северо-востоке Португалии. Эта область была разграничена специальным Королевским декретом ещё в 1756 году. Регистр местных виноградников был предпринят в том же году, создав одну из первых в мире систем классификации производства по «названию, контролируемому по происхождению». Непосредственно сама винодельческая область расположена на севере Португалии и проходит вдоль берегов реки Дору и её притоков от испанской границы до точки, расположенной приблизительно в 100 милях от города Порту.
Дикие виноградные лозы существовали здесь ещё с доисторических времён, но их масштабное культивирование началось во время римского владычества и бурно развилось после образования государства Португалия. Окружённая горной цепью, поднимающейся более чем на 1400 метров над уровнем моря, долина реки Дору обладает уникальными геологическими и климатическими условиями: засушливый и резко переменчивый климат, сланцевые почвы и гористый ландшафт. Сами португальцы говорят о местном климате, как о «восьми месяцах зимы и четырёх месяцах ада»: жестокие морозы зимой и выжигающее всё живое солнце летом. Весна же здесь известна своим штормовым порывистым ветром, проливными дождями, вызывающими оползни, и градом размером с грецкий орех. Именно по этим и многим другим причинам виноградные лозы традиционно выращиваются на искусственно построенных террасах на склонах вдоль реки Дору и её притоков.
Винодельческие территории, расположенные вдоль берегов реки Дору и занимающие 250 тыс. га (из которых только 42 тыс. га заняты под виноградники), разграничены на три субрегиона: Байшу Коргу, Сима Коргу и Дору Супериор. Кроме того, виноградники строго классифицированы по типам значимости от «А» до «F» по убыванию и по следующим критериям: местоположение виноградника, тип почвы, сортовое разнообразие, возраст виноградных лоз, расположение по отношению к солнцу и множество других.
- Байшу Коргу (Baixo Corgo) занимает 45 тыс. га, из которых 13,6 тыс. га заняты виноградниками. На территории этого субрегиона находятся порядка 15,3 тысяч винодельческих хозяйств.
- Сима Коргу (Cima Corgo) занимает 95 тыс. га, из которых 17,8 тыс. га занято виноградниками. На территории этого субрегиона находятся порядка 15,9 тысяч винодельческих хозяйств.
- Дору Супериор (Douro Superior) занимает 110 тыс. га, из которых 8,4 тыс. га занято виноградниками. На территории этого субрегиона находятся порядка 7,7 тысяч винодельческих хозяйств.

В долине реки Дору выращивают 165 сортов винограда, для производства портвейна рекомендуются 29 сортов и разрешены — 87. Лучшие и наиболее широко используемые красные сорта: Торига Насионал, Тинта Рориш, Тинта Баррока, Тинта Кау и Торига Франка. Белые сорта: мальвазия фина, виосиньо, донселиньо и говейо.

## Производство

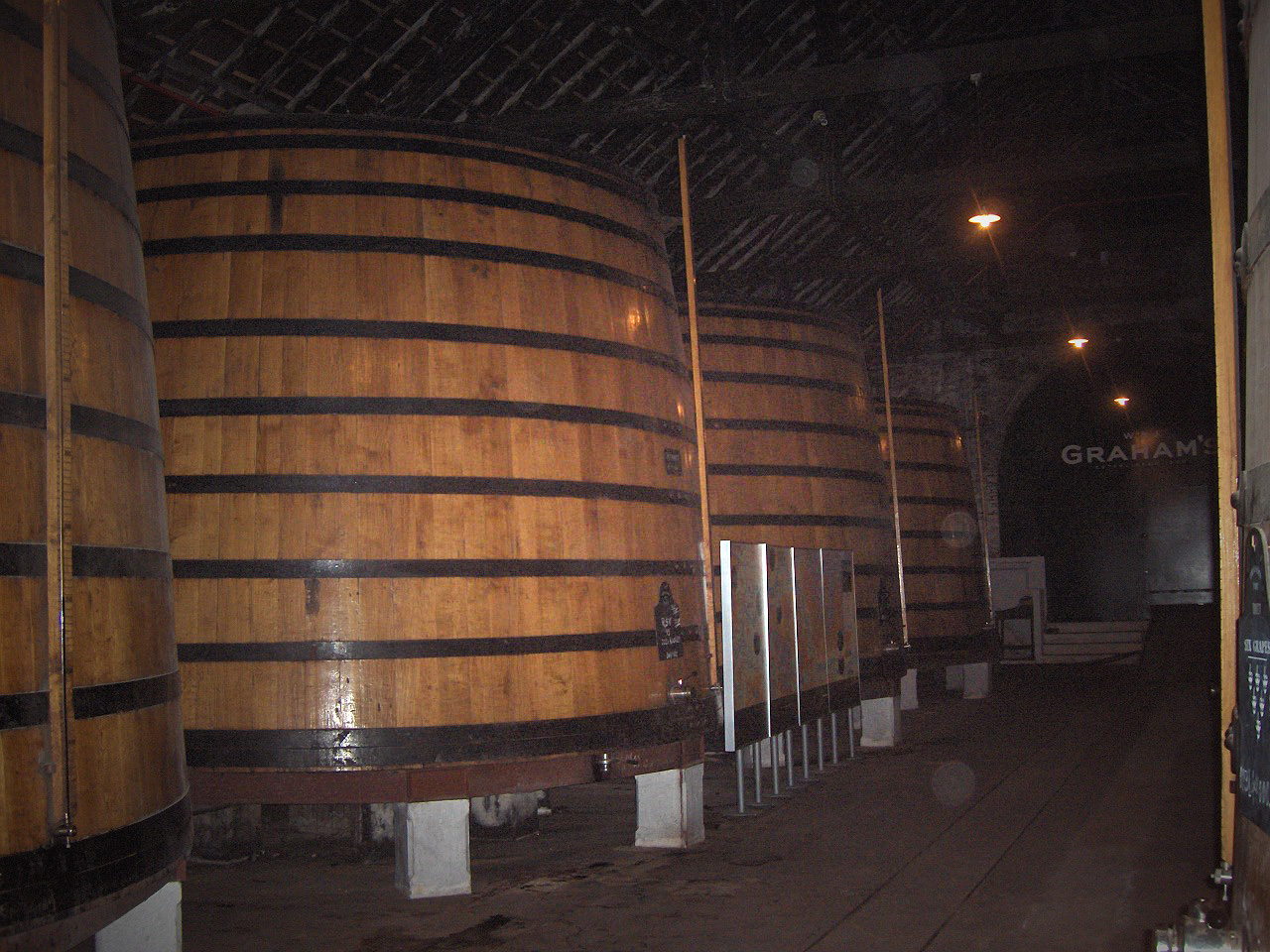
Дубовые чаны с будущим портвейном Graham’s

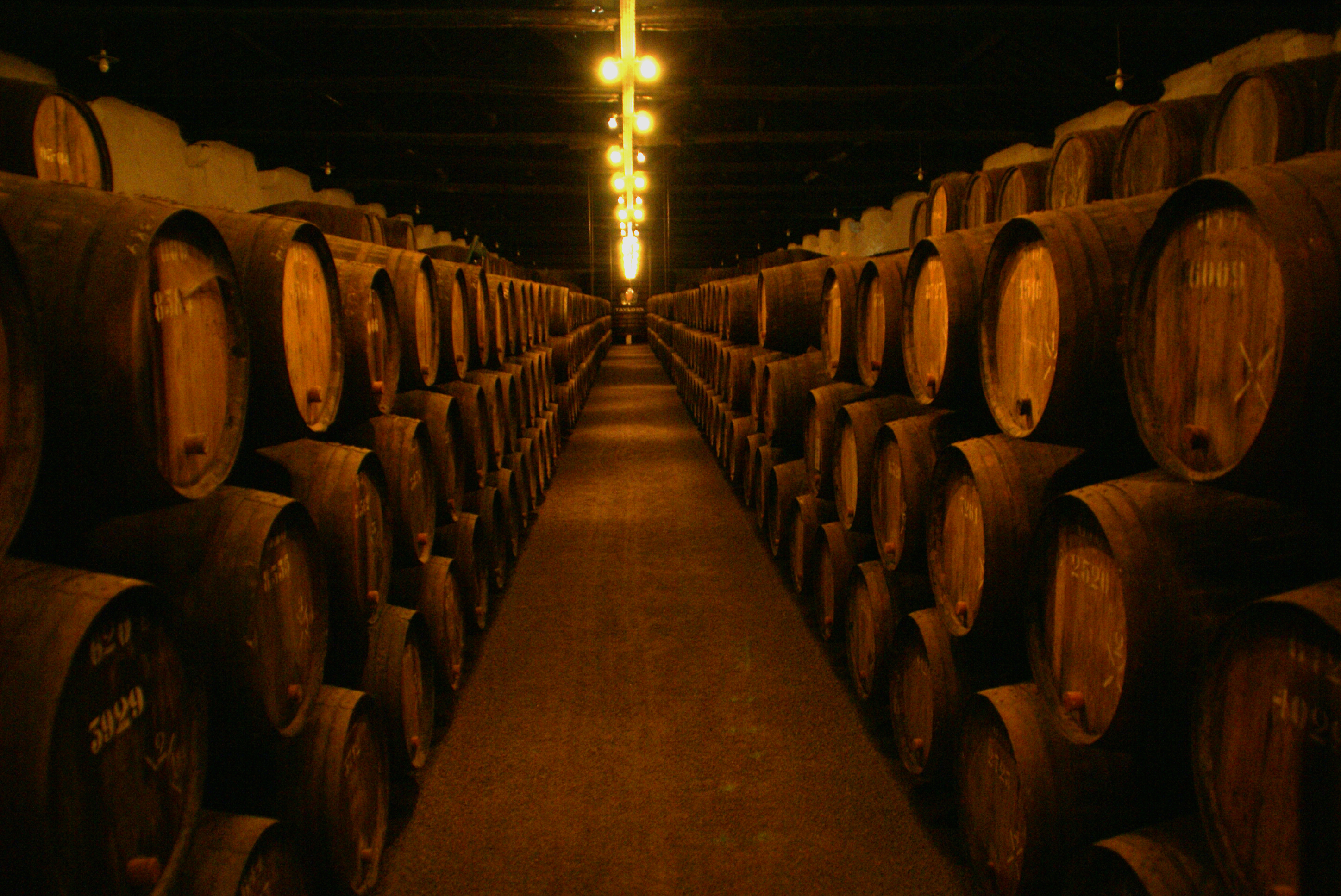
Бочки с портвейном Taylor’s

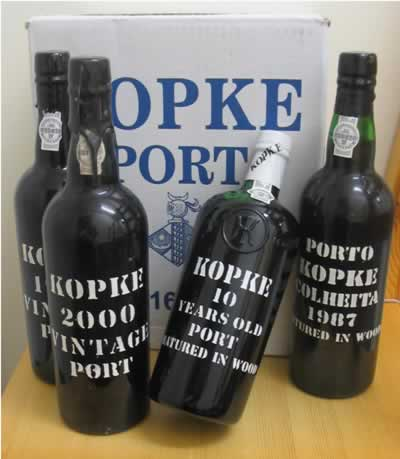
Бутылки с портвейном Kopke

Хотя в настоящее время большинство портвейнов производятся по современным технологиям с использованием достижений науки и техники, всё же небольшое количество хозяйств производит портвейн традиционным методом, начиная с проверенного веками метода ферментации и мацерации, путём раздавливания виноградных гроздей в специальном гранитном чане — лагаре, глубиной не более 60 см. В любой из двух систем ферментации брожение виноградного сусла относительно коротко — два-три дня, потому что портвейн — это креплёное вино. Закрепление сусла, которое происходит путём добавления виноградного спирта крепостью порядка 77 % к бродящему соку, преднамеренно прерывает процесс брожения в момент, когда приблизительно половина естественного сахара из винограда была преобразована в алкоголь. Учитывая столь короткий цикл брожения, крайне важно извлечь максимально много аромата, цвета и танинов из виноградных сока и кожицы. Именно этот процесс даёт основу будущему портвейну, создаёт характерный богатый и сочный стиль вина, и также способствует формированию значительного потенциала для созревания. Количество добавляемого спирта зависит от уровня содержания остаточного сахара в сусле. Например, к виноградному суслу объёмом 467 л, крепостью 7,4° и содержанием остаточного сахара 76 г/л добавляется 83 л виноградного спирта. Итоговое закреплённое вино обладает крепостью в 19—20° и остаточным сахаром 70—140 г/л.
Далее закреплённое вино проводит зимние месяцы, «отдыхая» в бочках хозяйств перед перевозкой в город Вила-Нова-де-Гайя. За эти месяцы зреющее вино несколько раз переливают из одних бочек в другие для отделения от осадка, а технолог несколько раз проверяет качество материала для последующей классификации будущего портвейна. Наиболее качественно удачные образцы вина попадают в категорию Vintage Port, или «исключительный урожай года», и будут перевезены в подвалы Вила-Нова-де-Гайя. Остальные проходят отдельную классификацию по качественным характеристикам и, в будущем, станут портвейнами категорий Late Bottled Vintage, Tawny, Colheita, Ruby и т. д..
В прошлом молодые портвейны перевозили в Вила-Нова-де-Гайя рекой на плоскодонных грузовых лодках с квадратным парусом — «barcos rabelos», в бочках объёмом 550 литров. Эта рискованная поездка по неспокойным водам Дору была необходима, чтобы не «тревожить» вино перевозкой в телегах по неровным дорогам и затем позволить ему созревать в более влажной среде долины реки. Сегодня вся перевозка бочек с вином осуществляется специально оборудованными грузовиками от виноградников Дору до Вила-Нова-де-Гайя. Единственное время года, когда можно увидеть эти уникальные лодки с бочками портвейна — ежегодная регата, когда производители портвейна состязаются в товарищеском поединке.
Бочки с будущим портвейном взрослеют в двух местах: большая часть в погребах на территории хозяйств и, категории «Vintage», в погребах Вила-Нова-де-Гайя. На это уходят годы. Только мастер погреба может решать, какие бочки будут классифицированы как «Vintage», а какие отнесут к другим. Но определить характер вина и его потенциал невозможно сразу: вино дегустируется и проходит тесты по несколько раз в месяц в течение нескольких лет. Виноделы описывают этот процесс «как ухаживание за маленьким ребёнком его родителями: в детстве он может доставить множество хлопот, но взрослея, он превращается в настоящее чудо».
Выдерживание портвейна в дубовых бочках, безусловно, влияет на его развитие. В отличие от технологии производства сухих вин, будущий портвейн всегда выдерживается в дубовых бочках от 3 до 6 лет, и это закреплено законодательно как неотъемлемая часть производства. Именно такой период времени был определён опытным путём как оптимальный для деликатной оксидации вина кислородом, поступающим через поры древесины, и снижения высокого уровня танинов, находящихся в исходном вине. Тип бочки и материал, из которого она была произведена, также оказывают заметное влияние на формирование будущего портвейна. Для производства портвейна разрешено использовать три варианта бочек: из португальского, французского и американского дуба. Французский дуб обладает наиболее плотной и мелкопористой структурой, что позволяет портвейну развиваться максимально «комфортно» и гармонично. Американский дуб, в свою очередь, обладает менее плотной среднепористой структурой, что заметно ускоряет развитие портвейна. Португальский же дуб обладает рыхлой крупнопористой структурой, поэтому его используют только для выдержки вин невысокого уровня.
Подобно шампанскому, портвейн является результатом ассамбляжа нескольких вин. В ассамбляж, как правило, входит не менее 15 вин различного возраста и уровня качества. Самое молодое вино составляет основу свежести и фруктовости будущего портвейна, самое взрослое — «тело», остальные же вина придают ему мягкость, сложность, деликатность, насыщенность и букет. Именно так рождаются стили портвейна от различных Домов. К слову, портвейн категории Vintage — это тоже ассамбляж из нескольких вин одного выдающегося года. После ассамбляжа портвейн снова оставляют в «покое» для дальнейшей выдержки минимум на три года.
Портвейн разливается по бутылкам в строгой зависимости от его категории. Например, портвейны категории Vintage разливаются в бутылку после двух лет, проведённых в бочке, и далее продолжают своё развитие уже в бутылке. С другой стороны, портвейны категории Aged Tawny, как то 10-, 20-, 30- и 40-летние, развиваются и взрослеют в бочке и заканчивают своё развитие ещё до попадания в бутылку. Нет смысла хранить портвейны этой категории с надеждой на их дальнейшее развитие.

## Рынок портвейна
Рубеж XX и XXI веков ознаменовался небывалым спадом потребления креплёных и десертных вин, так как молодое поколение всё чаще делает выбор в пользу сухих столовых вин. Этот спад затронул портвейн меньше аналогичных напитков. Судя по объёмам продаж (и высочайшим оценкам отдельных вин премиального сегмента со стороны именитых винных критиков), портвейн остаётся королём креплёных и десертных вин. 
В 2021 году было реализовано 75 млн литров портвейна (из них 64 млн литров — за пределами Португалии): 18 млн литров пришлось на главного импортера — Францию; по 8-9 млн литров закупили Великобритания, Нидерланды и Бельгия. США заняли пятое место с поставками в объёме 4,5 млн литров. Россия закупила 874 тыс. литров — на сумму в 10 раз меньшую, чем США. 
В Великобритании и её бывших колониях основной объём продаж приходится на рождественский сезон, так как портвейн традиционно является элементом английского рождественского стола. 
- Croft (претендует считаться основанным в 1588 году)
- C.N. Kopke (1638)
- Warre’s (1670)
- Quarles Harris (1680)
- Taylor Fladgate (1692)
- Morgan Brothers (1715)
- Noval (1715)
- Martha’s Porto (1727)
- Offley Forrester (1737)
- J.W. Burmester (1750)
- A.A. Ferreira (1751)
- Real Companhia Velha (1756)
- Smith Woodhouse (1784)

## Классификация

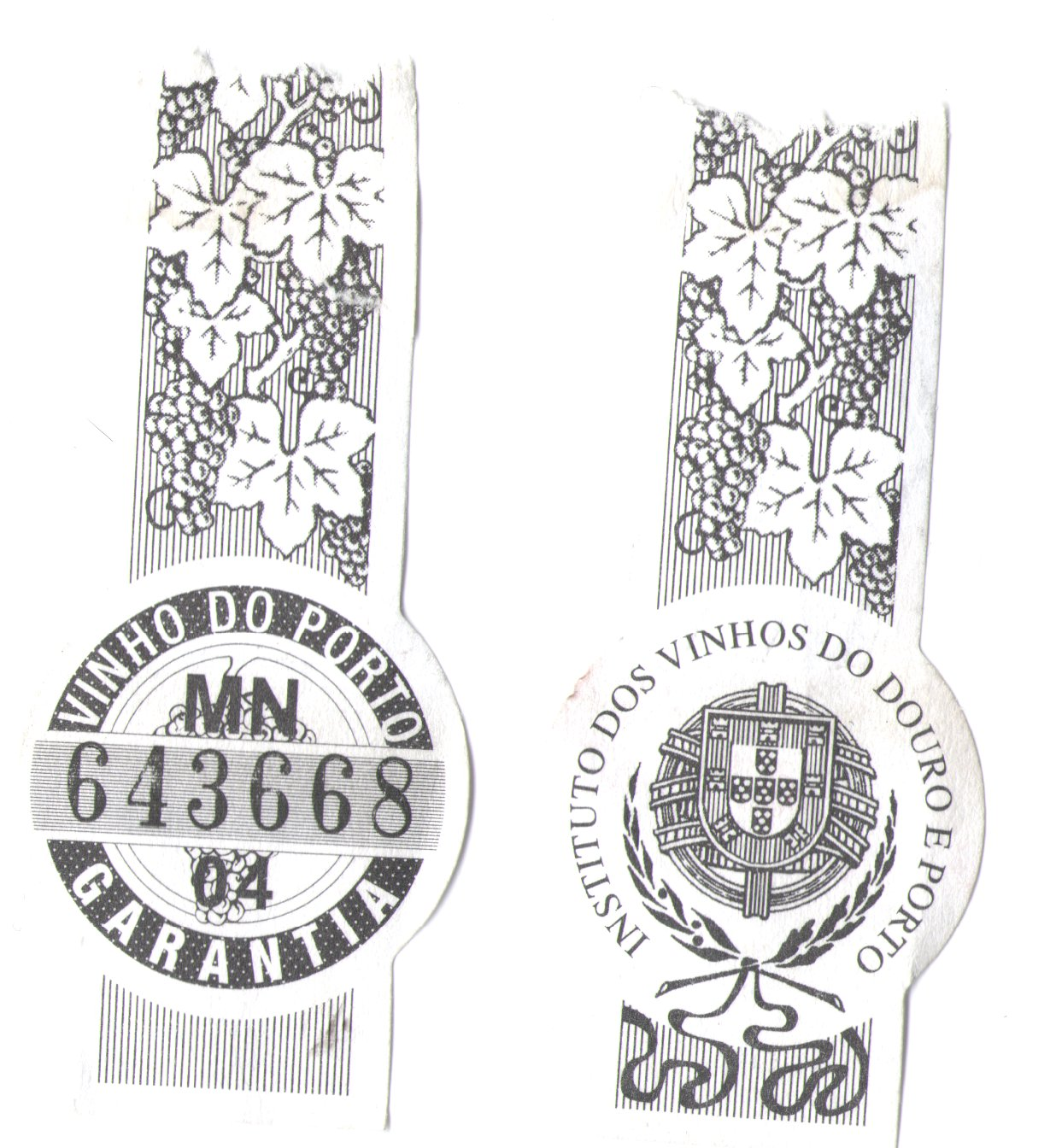
Специальная гарантийная марка

Сначала портвейн выдерживается в дубовых бочках (чанах) объёмом 10000 л и более (до 60000 л) не менее 3 лет. Далее его судьба в зависимости от решения технолога будет иметь продолжение во взрослении в бутылке или взрослении в бочке меньшего объёма.
По методу выдержки все портвейны делятся на две категории. В первую входят портвейны, чьё многолетнее (от 3 до 40 лет) созревание проходит в дубовых бочках разной ёмкости — от 550 до 10 000 и более литров — и заканчивается вместе с розливом. Это все невинтажные портвейны, в первую очередь, ruby и различные виды tawny. Вследствие пористой структуры дуба вино подвержено некоторому контакту с кислородом и, следовательно, «оксидативному старению». Кроме того, из-за сильного испарения напиток теряет в объёме, становясь со временем более вязким.
Вторую группу составляют портвейны, основной процесс развития которых проходит в плотно закупоренных стеклянных бутылках без доступа воздуха извне. Замедленное старение приводит к тому, что цвет напитка меняется гораздо более медленно, а вкус становится более тонким и менее терпким. Очень малочисленную подгруппу этой категории составляет Vintage Port, который объявляется виноделом только в исключительно удачный год. Созревание винтажного портвейна после сравнительно недолгого контакта с бочкой происходит именно в бутылке и в этом отношении очень схоже со старением лучших бордоских вин. И те, и другие пить раньше 15—20 лет выдержки расточительно.

### Портвейны, созревающие в бочке

#### Tawny porto
Портвейны «тони» (англ. Tawny — рыжевато-коричневый, тёмно-жёлтый) производятся из красных сортов винограда; купажи разных лет урожая выдерживаются в дубовых бочках, подвергаясь постепенному окислению и испарению. Их цвет в результате изменяется на золотисто-коричневый, а долгий контакт с деревом даёт ореховые тона во вкусе.
Если портвейн называется просто «тони» без указания возраста, он представляет собой смесь вин, выдержанных в бочках не менее 2 лет. Более качественным является «тони» с указанием возраста: это тоже смесь, но выдержанная в бочках более 4 лет. Официальными категориями являются 10 лет, 20, 30, 40 и более лет. Ошибочно мнение, что это число является минимальным средним возрастом компонент; на самом деле, она определяется экспертами, исходя из характеристик получившегося вина.
На этикетках лучших Tawny указывается дата их розлива в бутылки.

#### Colheita или Old Tawny
Иногда на относительно ранних стадиях развития «тони», но не менее чем через семь лет после начала выдержки в бочке, эксперт определяет получающееся вино как существенно более многообещающее с точки зрения качества, чем ожидалось изначально. В этих случаях вино помечается «колейта» (от порт. colheita — урожай) и продолжает развитие под особым наблюдением. Часто уже к 12 годам оно достигает характеристик, присущим 20—30-летним «тони»: чистый золотистый, почти янтарный, цвет, более элегантный и тонкий аромат и вкус. В дальнейшем такие вина иногда также купажируют, но только с им подобными и урожая одного года, который указывается на этикетке. Колейта может созревать в бочке 20 и более лет, потенциала развития в бутылке не имеет.
Существуют хорошие и плохие года урожая винограда. Оцениваются они по девятибалльной шкале, где 8 является оценкой очень хорошего года, а 0, соответственно, очень плохого года.
К годам с оценкой 7 баллов относятся: 1908, 1912, 1927, 1935, 1955, 1963, 1970, 1994.
В 6 баллов оцениваются 1900, 1904, 1909, 1917, 1920, 1922, 1924, 1931, 1934, 1938, 1942, 1945, 1946, 1947, 1949, 1950, 1957, 1960, 1966, 1974, 1980 и 1985 года.
На 8 баллов в XX—XXI столетиях не оценили ни один год. Самым перспективным из последних лет считается 2011 г.
В основном Colheita производится из тёмного винограда, но встречаются и из белого. Одним из ярких представителей белой колейты является дом Dalva.

#### Garrafeira
Это довольно необычный и редкий тип портвейна, создаваемого из урожая одного года. По рекомендации IVDP (Instituto dos Vinhos do Douro e Porto) вино должно созревать в бочке от 3 до 6 лет, затем процесс продолжается в стеклянной бутылке минимум 8 лет. Реальный срок выдержки в бутылке обычно намного больше. В настоящее время только компания Niepoort производит такие вина.

#### Branco
Белый портвейн (порт. branco — белый) — производится исключительно из белых сортов винограда и выдерживается в огромных дубовых бочках (чанах) объёмом 20.000 и более литров. Типичные белые портвейны — это молодые вина с выраженным фруктовым вкусом. Они являются единственным типом портвейна, официально отличающимся по содержанию сахара: производятся сухие, полусухие и сладкие белые портвейны. Это вино по своей природе обязательно содержит определённое, пусть и малое, количество сахара, поэтому даже «сухие белые», строго говоря, абсолютно сухими не являются.

### Портвейны, созревающие в бутылке

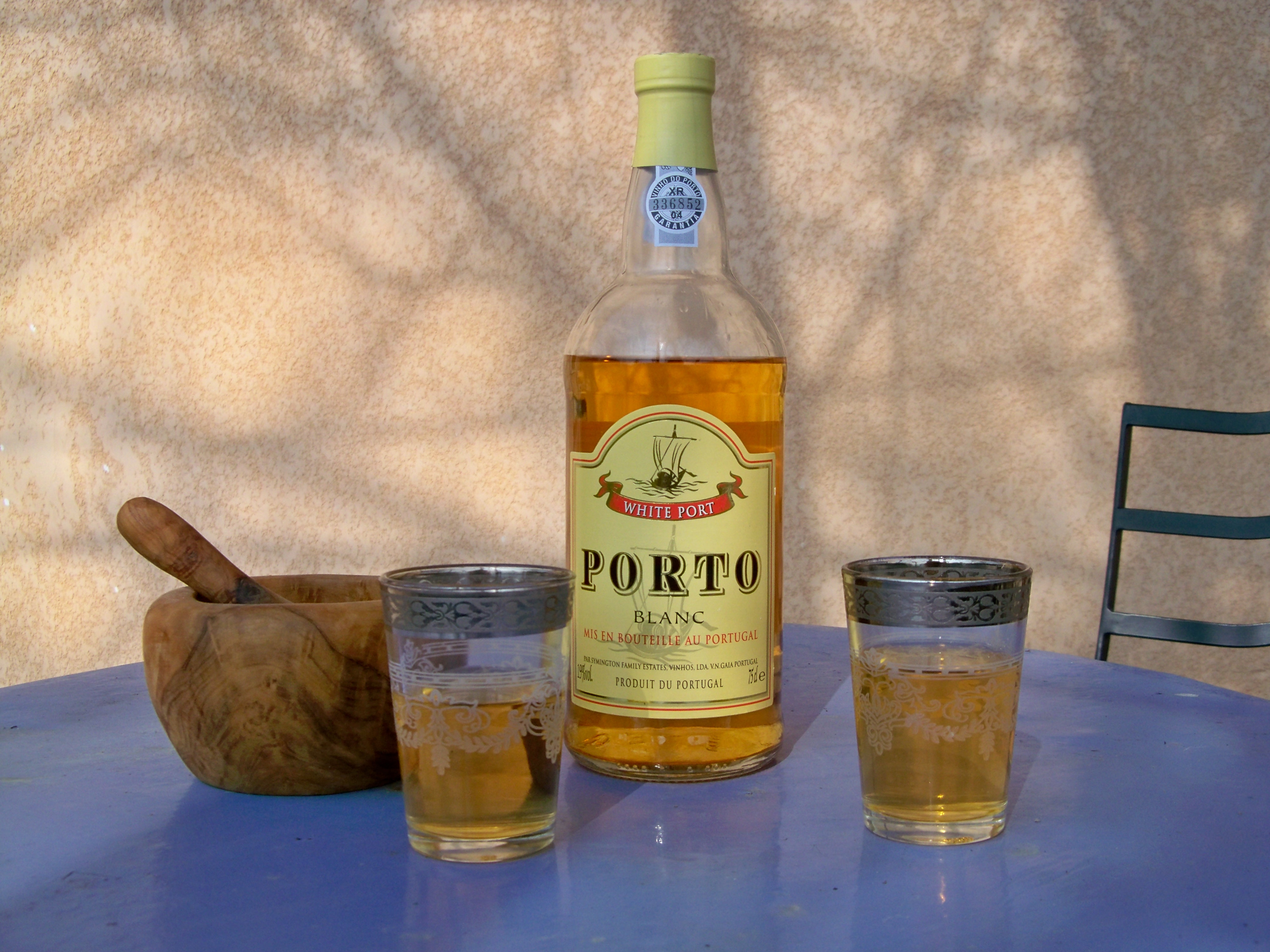
Белый портвейн

Белый портвейн Ла́грима (порт. lágrima — слеза) — самый сладкий из всех португальских портвейнов. На этикетке приводится его полная характеристика: сорт, компания-производитель, логотип компании. Внизу обозначено содержание алкоголя. На задней стороне — краткое описание нюансов, относящихся к этому конкретному сорту: к примеру, Лагриму пьют только охлаждённой. В качестве закуски к этому портвейну рекомендуется подавать мясо и оливки. Год указывается только на «винтажных» портвейнах или на портвейнах LBV (Late Bottled Vintage). Все остальные сорта получают путём купажа, то есть смешения вин одного или нескольких урожаев.

#### Ruby и Ruby Reserve
Это самые молодые купажированные красные портвейны, выдержанные минимальный положенный срок в дубовых бочках перед бутилированием, названные так за свой яркий глубокий рубиновый цвет. За счёт минимального технологического вмешательства портвейн сохраняет первоначальный стиль, сочный, мощный и фруктовый характер. Развивается в бутылке после разлива. Reserve представляет собой вино более высокого качества.

#### Late Bottled Vintage (LBV)
LBV — это портвейн, произведённый из винограда одного года урожая и выдерживаемый в дубовой бочке от 3 до 6 лет перед бутилированием. Он был создан англичанами из практических взглядов: он может быть выпит сразу после бутилирования, но может продолжить взрослеть в бутылке (это указывается на этикетке). Характер LBV более пряный, густой и сложный в ароматике. Практически не имеет потенциала для развития в бутылке. Очень часто портвейны одного производителя одного года бывают как категории Vintage, так и LBV. Производители не могут выпускать неограниченное количество вин премиальной категории Vintage, так как ограничены квотами, распределяемыми среди всех производителей IVDP (Институтом вин Дору и Порту). Квотирование позволяет регулировать рынок премиального портвейна, не допуская излишнего затоваривания и чрезмерного колебания цен. Но именно поэтому часть урожая наиболее удачных лет может переходить в категорию LBV c очень хорошим качеством, отражающим характер «удачного» года. Среди любителей портвейна можно встретить название вин данной категории как Baby Vintage («младшенький»).

#### Crusted или Unfiltered
Портвейн «с осадком», «нефильтрованный» — относится к категории LBV и вырабатывается путём смешения вин из нескольких урожаев, хотя в прошлом производился и из вин одного урожая (single vintage crusted port). Его разливают без фильтрации (что приводит к образованию осадка, отсюда название) и укупоривают пробкой. Такой портвейн необходимо декантировать перед употреблением. Год, указываемый на этикетке, представляет собой год розлива в бутылки, а не год урожая. Минимальный срок выдержки в бутылке составляет 3 года, но большинство производителей запускают портвейн «с осадком» значительно позднее, так что он может быть употреблён сразу после приобретения. В настоящее время (2012) такие портвейны практически не производятся вследствие ненадёжной и устаревшей технологии.

#### Vintage
Винтажный портвейн — самый «заслуженный» портвейн, произведённый из винограда выдающегося года урожая и выдержанный в дубовой бочке от двух до трёх лет перед бутилированием. В течение первых 5 лет, проведённых в бутылке, он сохраняет интенсивный рубиновый цвет, ароматы красных фруктов, диких ягод и чёрного шоколада. В этом возрасте составит прекрасную пару с шоколадными десертами. После десяти лет в бутылке Vintage приобретает оттенки граната и спелых красных фруктов. Поскольку он продолжает созревать и развиваться, его цвет меняется на золотисто-коричневый, а прежняя яркая фруктовость становится более тонкой и сложной. Имеет потенциал для развития в бутылке от 20 до 50 лет, в зависимости от производителя. Его рекомендуется декантировать перед подачей. Являясь очень деликатным вином, он не переносит хранения после открытия бутылки.
- самое лучшее вино урожая, отобранное Институтом портвейна с оценкой не менее 9 баллов из 10
- 2 года выдержки в бочке до бутилирования
- созревает и смягчается во время выдержки в бутылке
- во время бутилирования это темно-рубиновое терпкое вино с фруктовым ароматом

#### Single Quinta Vintage
Технология производства такого портвейна идентична производству классического «винтажного». Это портвейн, произведённый из винограда в декларированный удачный год урожая, собранного с отдельного виноградника (порт. quinta — ферма, хозяйство), и относящийся к отдельно взятому производителю. Портвейн этой категории интересен тем, что отражает характер конкретной местности.

## «Портвейны» других стран
Хотя по международным стандартам портвейном могут называться только напитки, произведённые в обозначенном регионе долины реки Дору по установленной технологии, в СССР также выпускались алкогольные напитки с таким названием, которым обыватели зачастую называли любое креплёное вино. После распада СССР в странах СНГ выпуск алкогольных напитков с подобными названиями продолжился.
В Советском Союзе до 1985 года ежегодно выпускалось не меньше 2 млрд литров ординарного «портвейна» (причём на все остальные виды вина (включая «шампанское», сухое, марочное, ликёрное и т. д.) приходилось только 1,5 млрд литров). Сортов напитков «портвейн» выпускалось более 60, из них 15 высококачественных марочных, имеющих свои индивидуальные названия («Айгешат», «Акстафа», «Кизляр» и др.). Большинство ординарных напитков имело названия с нумерацией: «Портвейн белый № 12», «Портвейн красный № 54» и так далее (13-й, 15-й, 26-й, 33-й, 72-й, …).
В советские годы дешёвые виды напитка «портвейн» относились к бормотухам, например, Портвейн 777, производились суррогатным способом — с помощью дешёвого виноматериала и этилового спирта. Таким образом, слово «портвейн» могло, в зависимости от марки, обозначать и высококачественное марочное вино, ординарное вино либо же дешёвую выпивку, изготовленную нередко с применением свекловичного сахара и зернового спирта. В постсоветские годы, когда цены назначаются произвольно, а многие производители используют не ГОСТы, а Технические условия (соответствие реального процесса которым нередко вызывает сомнения), ситуация усугубилась. Под одним и тем же названием, например, «Анапа», «Адмиральский», можно купить сильно отличающиеся по качеству напитки.
Портвейн 72 в 1960-80-е годы был красным креплёным вином удовлетворительного качества. «Портвейн» 777 появился в середине восьмидесятых годов и был сомнительного качества с самого начала. Сегодня под этими наименованиями, как показала проведённая дегустация, продают ароматизированный и подкрашенный водный раствор спирта с добавлением сахара:
Благодаря благоприятным особенностям климата и почв на местных виноградниках производство портвейнов получило развитие на Южном берегу Крыма. Большую известность в СССР и определённое признание за рубежом получили портвейны Национального производственно-аграрного объединения «Массандра» (Портвейн белый Южнобережный, Портвейн красный Южнобережный, Портвейн красный Крымский и др.). Ряд марочных и ординарных портвейнов выпускается и другими винодельческими предприятиями Крыма, в том числе Национальным институтом винограда и вина «Магарач» (марочные: Портвейн белый «Магарач» и Портвейн красный «Магарач»), «Инкерманским заводом марочных вин» (марочные: Портвейн красный Крымский, Портвейн белый Крымский, Портвейн «Севастополь» и ординарные: Портвейн белый Ахтиар, Портвейн красный Ахтиар). Объёмная доля спирта большинства крымских портвейнов — 17,5 %, сахара — 9,5 %. Винодельческому предприятию полного производственного цикла "Солнечная долина", основанному в 1888 году князем Л.С. Голицыным, расположенному в г. Судак, известность принесли ликерные вина: "Черный доктор", "Солнечная долина", "Черный полковник", "Портвейн Крымский" - из старинных подвалов "Архадерессе", которые являются визитной карточкой компании. Компания выращивает как редкие аборигенные крымские, так и лучшие европейские сорта винограда.
Разливались портвейны в бутылки 0,7 литра, иногда в бывшие в употреблении бутылки из-под шампанского.
Ряд прежних марок продолжают выпускать в современной России.

## Культура употребления

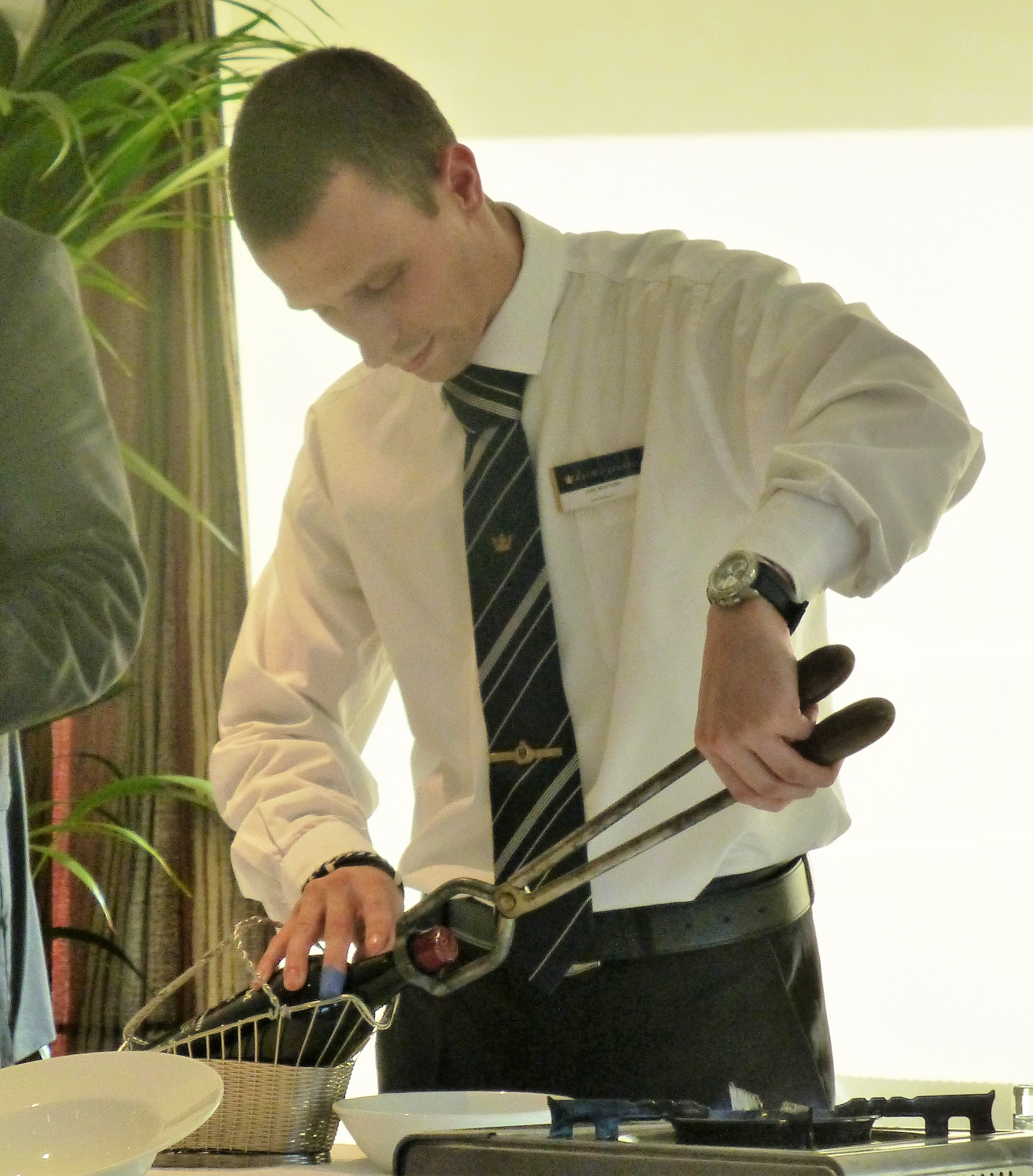
Во избежание разрушения пробок из бутылок старого портвейна их извлекают специальными нагретыми щипцами

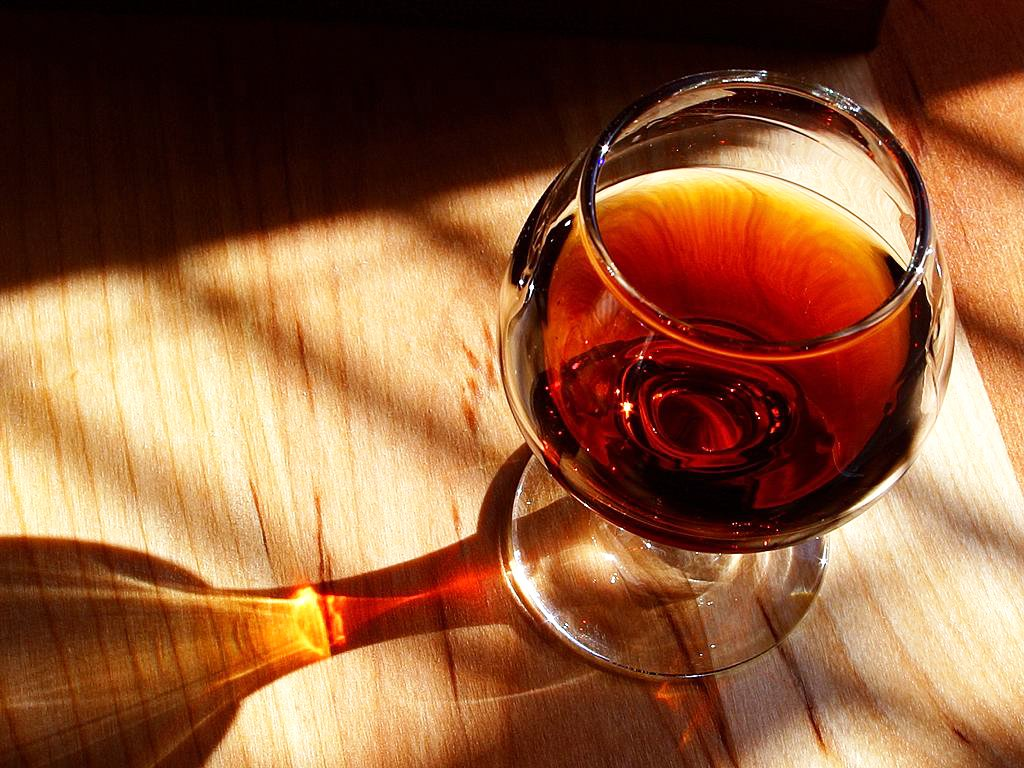
Портвейн сорта «тони»

Портвейн можно пить и в начале, и в завершении трапезы: так, «тони» хорош в качестве аперитива; руби используют в качестве основы для коктейлей, а «чистым» пьют на десерт, винтажные портвейны отлично подходят на роль дижестива. Как и другие креплёные вина (херес, мадера) портвейн идеально сочетается почти с любыми блюдами: хорош к острым и солёным закускам, орехам, кофе, шоколаду.
Из-за спиртуозности портвейна, которая может забить вкус сыра, к порто подходят в качестве закуски достаточно жирные его сорта. Чтобы снять спиртуозность «тони», подаваемого к сыру, его необходимо охладить. Хорошо сочетаются с сыром в качестве закуски к портвейну орехи или каштаны, а также светлые фрукты (груши, персики), выполняющие роль «моста» между сыром и порто. В то же время не рекомендуется в качестве закуски использовать сухофрукты, так как они ещё более усиливают сладость портвейна. Естественные «союзники» портвейна — любые десерты на основе ягод и разнообразных фруктов с ярким вкусом.
Подают портвейн в специальном графине (поскольку на стенках бутыли нефильтрованного портвейна может присутствовать густой осадок, характерный для этого вина) или в бокале для портвейна, имеющем тюльпановидную форму. По этой же причине бутылку с портвейном «готовят» к подаче — держат в вертикальном положении от дня до недели в зависимости от выдержки. Знатоки никогда не закупоривают бутылку повторно — пробка вынимается из бутылки раз и навсегда. Бокал наполняется до половины, чтобы вино «отдало» свои ароматы. Красный портвейн подаётся при температуре +18 °C, а белый — при +10…12 °C. Бутылки со старым портвейном, имеющие осадок, должны стоять в вертикальном положении около 24 ч перед откупориванием, а затем декантироваться в графин при помощи воронки.
По запаху пробки хороший специалист может определить, насколько тот или иной портвейн соответствует своему названию, не испортился ли он, пролежав долгие годы в погребе. Но, как правило, условия хранения не позволяют портвейну испортиться, так что изучение пробки — не более чем освящённый временем ритуал. 
За первым ритуалом следует второй: бутылка портвейна устанавливается на специальную подставку, откуда портвейн переливается в дегустационную чашу. Эта чаша — неотъемлемый аксессуар любого эксперта по портвейну. Сделав пробный глоток, он наливает несколько капель портвейна в графин: выражаясь на профессиональном языке, «умывает его». После этого портвейн декантируется, то есть переливается в графин, из которого уже разливается по бокалам. Перед тем как попробовать изысканный винтаж на вкус, необходимо дать ему 15—20 мин «подышать», и только после этого можно делать первый глоток.
Портвейн (белый и розовый) также можно использовать при приготовлении коктейлей. Например, коктейль PORTONIK: в равных частях смешивается белый портвейн (полусухой) и тоник, добавляется долька лимона, несколько листиков мяты и лёд. В розовый портвейн также можно добавить ломтик апельсина, листики мяты и лёд.